# Frau bei der Toilette (van Eyck)

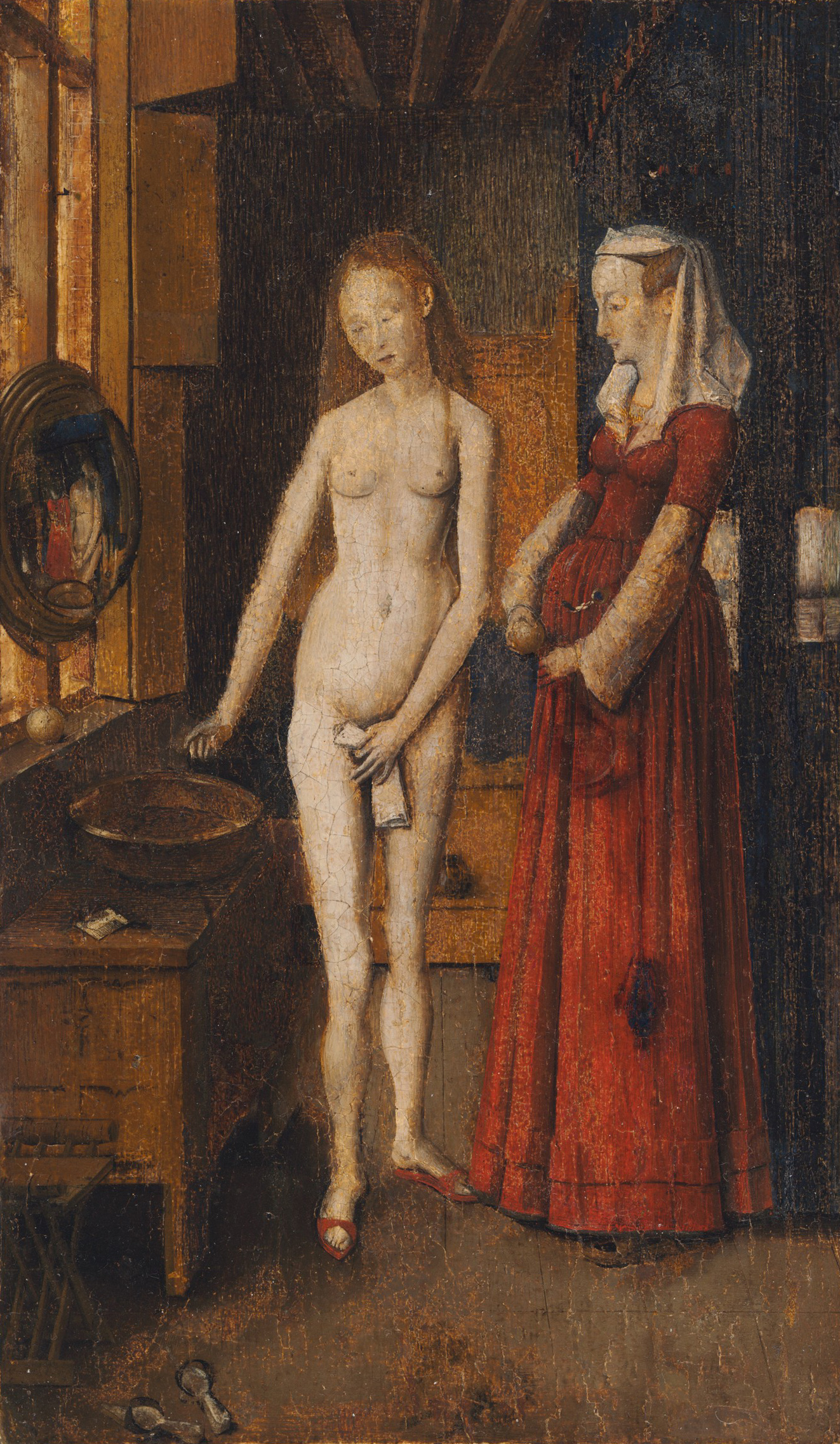
Frau bei der Toilette, Kopie nach Jan van Eyck eines unbekannten Künstlers, heute im Fogg Art Museum, Massachusetts

Galerie des Cornelis van der Geest, heute im Rubenshaus, Antwerpen (das Bild hängt am hinteren Ende der Wand rechts)

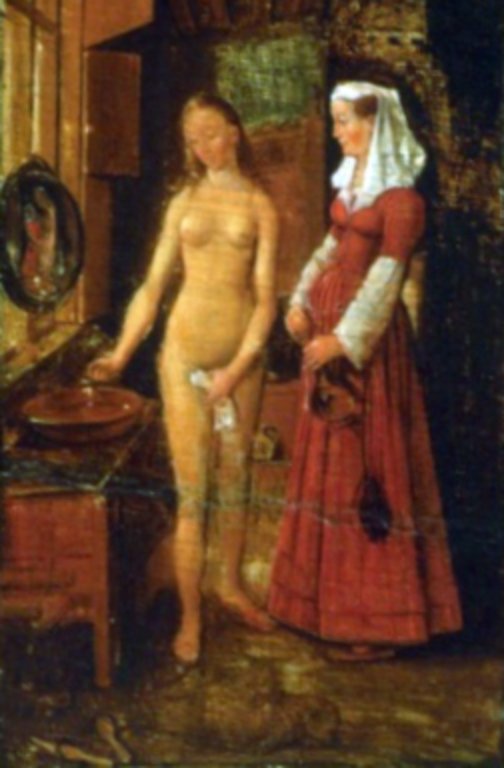
Entzerrtes Detail aus Galerie des Cornelis van der Geest

Frau bei der Toilette ist ein Ölbild des flämischen Malers Jan van Eyck. Es ist nicht im Original, sondern nur durch zwei Kopien erhalten. Die besser erhaltene Kopie ist Teil eines Galeriebildes des Antwerpener Malers Willem van Haecht (1593–1637), der 1628 idealisiert die Galerie des Antwerpener Gewürzhändlers und Mäzens Cornelis van der Geest (1555–1638) abbildete. Die zweite Kopie befindet sich in einem schlechten Erhaltungszustand im Fogg Art Museum in Cambridge, USA. Die weitgehende Übereinstimmung der beiden Kopien erhöht ihre Glaubwürdigkeit.
Ob ein frühes Beispiel des venezianischen Kurtisanenbildes, eine Evokation der Venus oder ein Bild der Brautkeuschheit, van Eyck zeigt genauso wie der italienische Maler Giovanni Bellini mit ihrem Motiv Frau bei ihrer Toilette die Schönheit der Frau als ein Bild der Schönen Kunst. Sowohl Bellinis Akt als auch der von van Eyck fehlt jegliche offensichtliche biblische, mythologische oder moralisierende Motivation. Das Eycksche Modell inspirierte Bellinis Werk mit den vergleichbaren Themen Erotik, Voyeurismus und Virtuosität und war später Vorbild für die Venus vor dem Spiegel von Tizian.

## Bildbeschreibung
In einem profanen Interieur steht eine nackte weibliche Figur frontal dem Betrachter gegenüber. In der linken Hand hält sie mit einer Geste der Venus pudica ein Handtuch, um ihre Scham zu bedecken, mit ihrer rechten greift sie nach einem Becken auf einer Holzkommode. Ihr Kopf ist leicht in Richtung des Wasserbeckens geneigt, der Blick gesenkt. Eine bekleidete Frau ist bei ihr, vielleicht eine Dienerin. Diese hält eine Karaffe und eine Frucht, wohl eine Orange, in den Händen. Die beiden Frauen spiegeln sich in einem großen Konvexspiegel links, rechts hinten steht ein Bett.

## Deutung des Motivs
In der Fachliteratur zu van Eycks Bild wurden zwei Wege verfolgt: die ikonologisch ausgerichtete Forschung suchte nach der versteckten symbolischen Bedeutung des Bildes. So wird die nackte Frau als Vanitas, Castitas (Keuschheit), Bathseba oder als Judith gedeutet. Allerdings lässt sich die Identifikation mit Judith nicht nachweisen. Das Motiv für die jeweiligen Zuordnungen scheint der Versuch zu sein, van Eyck vom Verdacht erotischer Implikationen zu befreien.
Die andere Interpretationsidee ist ebenfalls ein Reinheitsdiskurs. Die Keuschheit wird hier über die „Realgeschichte“ belegt. Julius Held geht in seinem 1957 erschienenen Aufsatz von der These der Arnolfini-Hochzeit aus, die Szene stelle das rituelle Hochzeitsbad der Braut dar. Eine Identifikation der nackten Frau mit der Braut Giovanna Cenami scheint Daniela Hammer-Tugendhat höchst unwahrscheinlich, da der Innenraum keineswegs mit demjenigen der Arnolfini-Hochzeit identisch ist – die Zugehörigkeit lässt sich weder beweisen noch widerlegen. Die Bedeutung des Bildes liege ihres Erachtens gerade in der Loslösung der Darstellung des nackten Körpers aus dem biblischen Zusammenhang, der immer Teil des Diskurses über Sünde war.
Jan van Eycks Frau bei der Toilette scheint eine Neuerfindung zu sein und steht dennoch in einer Tradition, da das Thema Frauenbad seit der zweiten Hälfte des 14. Jahrhunderts in der höfischen Kunst zu finden ist. Jan van Eyck war selbst Valet de chambre.